# ژونیور دوترا
سرژیو دوترا ژونیور (پرتغالی: Sérgio Dutra Junior؛ زادهٔ ۲۵ آوریل ۱۹۸۸) که عموماً با نام ژونیور دوترا شناخته می‌شود، بازیکن فوتبال اهل برزیل است.
از باشگاه‌هایی که در آن بازی کرده‌است می‌توان به کاشیما آنتلرز، العربی، واسکو دوگاما و کورینتیانس اشاره کرد.